# Louis Awad
Louis Awad (el-Minya, 1915 - 1990) fue un escritor e intelectual egipcio.
Estudió literatura en la Universidad de El Cairo antes de viajar a Inglaterra a proseguir sus estudios. Regresó a su país en 1941.
Como decano de la Facultad de Letras de la Universidad de El Cairo, introdujo en su país la crítica literaria moderna basada en principios científicos. De 1945 a 1950 se sumó a otros intelectuales influidos por el marxismo para reclamar una reforma profunda de la sociedad egipcia; experiencia e ideología que soportan su novela alAnqa (El Fénix).
En su libro de poemas Plutoland introdujo el verso libre en la literatura egipcia a la vez que atacaba el tradicionalismo. Su orientación crítica continuó más allá de la revolución de 1952 viéndose forzado en 1954 a abandonar su posición en la universidad.
En 1960 fue nombrado editor literario del periódico al-Ahram. Desde mediados de los años 70 hasta los años 80 trabajó en el Journal of the American Research Center in Egypt.